# 克利福德 (北达科他州)
克利福德（英語：Clifford），是美国北达科他州下属的一座城市。根据2010年美国人口普查，该市有人口44人。